# Nina Ivarsson
Nina Elisabet Ivarsson, född 17 juni 1985, är en svensk fritidsledare, lärare och barn- och ungdomsförfattare.
Ivarsson är uppvuxen i Uppsala. Hon har utbildat sig i litteraturvetenskap på Uppsala universitet och på skrivarlinjen vid Wiks folkhögskola. Hon har därefter utbildat sig till folkhögskolelärare i Linköping samt varit lärare på Wiks folkhögskola. 
Hon debuterade med Risulven Risulven 2017, en berättelse om en 12-årig pojke som mobbas i skolan och finner en ny vän i "Risulven".
Risulven Risulven nominerades 2018 till Barnradions bokpris samt till 2019 års Nordiska rådets pris för barn- och ungdomslitteratur. 2023 kom ”Rök” som handlar om 14-åriga Roha. 
Nina Ivarsson har arbetat som fritidsledare i Gottsunda i Uppsala. Hon bor för närvarande i en by i Vilhelmina kommun.